# VfL TuRa Kassel
VfL TuRa Kassel (celým názvem: Verein für Leibesübungen Turn- und Rasensportverein Kassel) byl německý fotbalový klub, který sídlil v hesenském městě Kassel. Založen byl v roce 1904 pod názvem BV Herkules Cassel. Svůj poslední název nesl od roku 1946. Zanikl v roce 1947 po fúzi s VfL Hessen Kassel. Klubové barvy byly černá a bílá.
Největším úspěchem klubu byla celkem dvouroční účast v Gaulize Hessen a Gaulize Kurhessen, jedné ze skupin tehdejší nejvyšší fotbalové soutěže na území Německa.

## Historické názvy
Zdroj: 
- 1904 – BV Herkules Cassel (Vereinigter Bewegungssportverein 1904 Herkules Cassel)
- 1918 – fúze s SG West Cassel ⇒ RSV Cassel (Rasensportverein Cassel 1904)
- 1919 – fúze s TG 1868 Wehlheiden a TG 1899 Wehlheiden ⇒ SV TuRa Cassel-Wehlheiden (Turn- und Rasensportverein Cassel-Wehlheiden)
- 1926 – VfL TuRa Kassel (Verein für Leibesübungen Turn- und Rasensportverein Kassel)
- 1943 – KSG TuRa/TuSpo Kassel (Kriegsspielgemeinschaft TuRa/TuSpo Kassel)
- 1945 – zánik
- 1945 – obnovena činnost pod názvem SG Wehlheiden (Sportgruppe Wehlheiden)
- 1946 – Kasseler SV (Kasseler Sportverein)
- 1947 – fúze s VfL Hessen Kassel ⇒ zánik

## Umístění v jednotlivých sezonách
Stručný přehled
Zdroj: 
- 1939–1940: Gauliga Hessen Nord
- 1940–1941: Bezirksliga Hessen
- 1941–1943: Bezirksliga Kurhessen
- 1943–1944: Gauliga Kurhessen
- 1945–1946: Bezirksklasse Hessen – sk. ?
- 1946–1947: Landesliga Hessen/Kassel

Jednotlivé ročníky
Zdroj: 
Legenda: Z – zápasy, V – výhry, R – remízy, P – porážky, VG – vstřelené góly, OG – obdržené góly, +/- – rozdíl skóre, B – body, červené podbarvení – sestup, zelené podbarvení – postup, fialové podbarvení – reorganizace, změna skupiny či soutěže
| Velkoněmecká říše (1939 – 1944)      |                              |        |    |   |   |    |    |    |     |    |        |
| Sezóny                               | Liga                         | Úroveň | Z  | V | R | P  | VG | OG | +/- | B  | Pozice |
| 1939/40                              | Gauliga Hessen Nord          | 1      | 10 | 1 | 1 | 8  | 12 | 52 | -40 | 3  | 6.     |
| 1940/41                              | Bezirksliga Hessen           | 2      | …  | … | … | …  | …  | …  | …   | …  |        |
| 1941/42                              | Bezirksliga Kurhessen        | 2      | …  | … | … | …  | …  | …  | …   | …  |        |
| 1942/43                              | Bezirksliga Kurhessen        | 2      | …  | … | … | …  | …  | …  | …   | …  |        |
| 1943/44                              | Gauliga Kurhessen            | 1      | 12 | 2 | 0 | 10 | 11 | 29 | -18 | 4  | 7.     |
| Americká okupační zóna (1945 – 1947) |                              |        |    |   |   |    |    |    |     |    |        |
| Sezóny                               | Liga                         | Úroveň | Z  | V | R | P  | VG | OG | +/- | B  | Pozice |
| 1945/46                              | Bezirksklasse Hessen – sk. ? | 3      | …  | … | … | …  | …  | …  | …   | …  |        |
| 1946/47                              | Landesliga Hessen/Kassel     | 2      | 20 | … | … | …  | 59 | 36 | +23 | 27 | 3.     |

Poznámky
- 1943/44: Klub v soutěži účinkoval pod společným názvem KSG TuRa/TuSpo Kassel.